# FK Mourom
Maillots
Actualités
Le Futbolny klub Mourom (russe : Футбольный клуб «Муром»), plus couramment abrégé FK Mourom, est un club de football russe fondé en 2014 et basé à Mourom, dans l'oblast de Vladimir.
Il évolue au sein de la troisième division russe depuis la saison 2017-2018.

## Histoire
Fondé en 2014, le FK Mourom évolue dans un premier au niveau amateur. Il remporte en 2015 la coupe de l'oblast de Vladimir. L'année suivante, il accède au championnat national amateur (quatrième division) et remporte dans la foulée le groupe Anneau d'Or, avec quatorze victoires pour deux défaites. Ce succès lui permet d'accéder à la troisième division professionnelle.
Pour sa première saison professionnelle, le club est parrainé par les investisseurs chinois de l'United Company RusTechnologies.
Le club réalise sa meilleure performance lors de la saison 2022-2023 en terminant deuxième de son groupe, à dix points du FK Leningradets et de la promotion.

## Bilan sportif

### Classements en championnat
La frise ci-dessous résume les classements successifs du club en championnat de Russie depuis 2016.

### Bilan par saison
| Saison    | Championnat    | Championnat | Championnat | Championnat | Championnat | Championnat | Championnat | Championnat | Championnat | Championnat | Coupe de Russie |
| Saison    | Division       | Pos         | Pts         | J           | V           | N           | D           | BP          | BC          | Diff        | Coupe de Russie |
| --------- | -------------- | ----------- | ----------- | ----------- | ----------- | ----------- | ----------- | ----------- | ----------- | ----------- | --------------- |
| 2016      | 4e Anneau d'Or | 1er         | 42          | 16          | 14          | 0           | 2           | 36          | 9           | +27         | 256es de finale |
| 2017-2018 | 3e Ouest       | 9e          | 32          | 26          | 8           | 8           | 10          | 24          | 28          | -4          | 128es de finale |
| 2018-2019 | 3e Ouest       | 6e          | 36          | 24          | 10          | 6           | 8           | 39          | 37          | +2          | 128es de finale |
| 2019-2020 | 3e Ouest       | 7e          | 24          | 16          | 7           | 3           | 6           | 31          | 23          | +7          | 64es de finale  |
| 2020-2021 | 3e Groupe 2    | 12e         | 30          | 30          | 7           | 9           | 14          | 32          | 42          | -10         | 128es de finale |
| 2021-2022 | 3e Groupe 2    | 4e          | 37          | 22          | 11          | 4           | 7           | 38          | 17          | +21         | 256es de finale |
| 2022-2023 | 3e Groupe 2    | 2e          | 40          | 22          | 12          | 4           | 6           | 39          | 26          | +13         | 64es de finale  |
| 2023-2024 | 3e Or          | 4e          | 24          | 18          | 6           | 6           | 6           | 24          | 26          | -2          | 128es de finale |

Légende
- Promotion en division supérieure
- Relégation en division inférieure

## Entraîneurs
La liste suivante présente les différents entraîneurs du club.
- Vladimir Kazakov (en) (2014)
- Dmitri Goloubev (mars 2015-décembre 2016)
- Sergueï Boïko (juin 2017-juin 2018)
- Vladimir Kazakov (en) (juin 2018-juin 2020)
- Oleg Stogov (en) (juin 2020-juin 2021)
- IevguenI Perevertaïlo (en) (depuis juillet 2021)